# Famara Diédhiou
Famara Diédhiou (* 15. prosince 1992 Saint-Louis) je senegalský profesionální fotbalista, který hraje na pozici útočníka za španelský klub Granada CF a za senegalský národní tým.

## Klubová kariéra
Diédhiou přišel do Evropy v roce 2011, když se prosadil do akademie Sochaux-Montbéliard. Po několika sezónách strávených na hostování v nižších soutěžích si v srpnu 2014 odbyl debut v Ligue 2 v dresu Sochaux.
V únoru 2015 odešel na osmnáctiměsíční hostování do Clermont Footu. Po skončení hostování do Clermontu přestoupil natrvalo, ještě v létě 2016 se však přesunul do jiného francouzského klubu, když posílil prvoligové Angers SCO.
V červnu 2017 se Diédhiou přesunul do Anglie, když podepsal čtyřletou smlouvu s druholigovým Bristolem City.
Po vypršení svého kontraktu v Bristolu v létě 2021 přestoupil Diédhiou jako volný hráč do tureckého Alanyasporu.

## Reprezentační kariéra
Diédhiou debutoval v senegalské reprezentaci 31. května 2014 v přátelském zápase proti Kolumbii.
V listopadu 2022 byl nominován na závěrečný turnaj Mistrovství světa 2022. Ve druhém zápase základní skupiny skóroval při výhře 3:1 nad domácím Katarem.

## Statistiky

### Klubové
| Klub                    | Sezóna  | Liga                 | Liga   | Liga | Národní pohár | Národní pohár | Ligový pohár | Ligový pohár | Celkem | Celkem |
| Klub                    | Sezóna  | Liga                 | Zápasy | Góly | Zápasy        | Góly          | Zápasy       | Góly         | Zápasy | Góly   |
| ----------------------- | ------- | -------------------- | ------ | ---- | ------------- | ------------- | ------------ | ------------ | ------ | ------ |
| ASM Belfort (host.)     | 2011/12 | CFA                  | 11     | 3    | 0             | 0             | 0            | 0            | 11     | 3      |
| Épinal (host.)          | 2012/13 | Championnat National | 30     | 12   | 4             | 1             | 0            | 0            | 34     | 13     |
| Gazélec Ajaccio (host.) | 2013/14 | Championnat National | 33     | 13   | 0             | 0             | 1            | 0            | 34     | 13     |
| Sochaux                 | 2014/15 | Ligue 2              | 13     | 1    | 1             | 0             | 1            | 0            | 15     | 1      |
| Clermont (host.)        | 2014/15 | Ligue 2              | 14     | 2    | —             | —             | —            | —            | 14     | 2      |
| Clermont (host.)        | 2015/16 | Ligue 2              | 36     | 21   | 0             | 0             | 1            | 1            | 37     | 22     |
| Clermont (host.)        | Celkem  | Celkem               | 50     | 23   | 0             | 0             | 1            | 1            | 51     | 24     |
| Angers                  | 2016/17 | Ligue 1              | 31     | 8    | 4             | 1             | 1            | 0            | 36     | 9      |
| Bristol City            | 2017/18 | Championship         | 32     | 13   | 0             | 0             | 4            | 1            | 36     | 14     |
| Bristol City            | 2018/19 | Championship         | 41     | 13   | 3             | 0             | 0            | 0            | 44     | 13     |
| Bristol City            | 2019/20 | Championship         | 41     | 12   | 2             | 1             | 1            | 1            | 44     | 14     |
| Bristol City            | 2020/21 | Championship         | 40     | 8    | 3             | 2             | 2            | 0            | 45     | 10     |
| Bristol City            | Celkem  | Celkem               | 154    | 46   | 8             | 3             | 7            | 2            | 169    | 51     |
| Alanyaspor              | 2021/22 | Süper Lig            | 26     | 11   | 3             | 2             | —            | —            | 29     | 13     |
| Alanyaspor              | 2022/23 | Süper Lig            | 2      | 0    | 1             | 0             | —            | —            | 3      | 0      |
| Alanyaspor              | Celkem  | Celkem               | 28     | 11   | 4             | 2             | —            | —            | 32     | 13     |
| Celkem                  | Celkem  | Celkem               | 327    | 109  | 17            | 5             | 11           | 3            | 355    | 117    |

### Reprezentační
K 25. listopadu 2022
| Senegal | Senegal | Senegal |
| Rok     | Zápasy  | Góly    |
| ------- | ------- | ------- |
| 2014    | 1       | 0       |
| 2017    | 4       | 0       |
| 2019    | 3       | 4       |
| 2020    | 1       | 0       |
| 2021    | 7       | 4       |
| 2022    | 8       | 2       |
| Celkem  | 24      | 10      |

#### Reprezentační góly
| No. | Date               | Venue                                         | Opponent         | Score | Result | Competition                              |
| --- | ------------------ | --------------------------------------------- | ---------------- | ----- | ------ | ---------------------------------------- |
| 1.  | 10. října 2019     | Singapore National Stadium, Kallang, Singapur | Brazílie         | 1:1   | 1:1    | Přátelský zápas                          |
| 2.  | 17. listopadu 2019 | Mavuso Sports Centre, Manzini, Svazijsko      | Svazijsko        | 1:0   | 4:1    | Kvalifikace na Africký pohár národů 2021 |
| 3.  | 17. listopadu 2019 | Mavuso Sports Centre, Manzini, Svazijsko      | Svazijsko        | 2:0   | 4:1    | Kvalifikace na Africký pohár národů 2021 |
| 4.  | 17. listopadu 2019 | Mavuso Sports Centre, Manzini, Svazijsko      | Svazijsko        | 3:0   | 4:1    | Kvalifikace na Africký pohár národů 2021 |
| 5.  | 9. října 2021      | Stade Lat-Dior, Thiès, Senegal                | Namibie          | 2:0   | 4:1    | Kvalifikace na Mistrovství světa 2022    |
| 6.  | 12. října 2021     | Orlando Stadium, Johannesburg, JAR            | Namibie          | 1:0   | 3:1    | Kvalifikace na Mistrovství světa 2022    |
| 7.  | 12. října 2021     | Orlando Stadium, Johannesburg, JAR            | Namibie          | 2:1   | 3:1    | Kvalifikace na Mistrovství světa 2022    |
| 8.  | 12. října 2021     | Orlando Stadium, Johannesburg, JAR            | Namibie          | 3:1   | 3:1    | Kvalifikace na Mistrovství světa 2022    |
| 9.  | 30. ledna 2022     | Ahmadou Ahidjo Stadium, Yaoundé, Kamerun      | Rovníková Guinea | 1:0   | 3:1    | Africký pohár národů 2021                |
| 10. | 25. listopadu 2022 | Al Thumama Stadium, Dauhá, Katar              | Katar            | 2:0   | 3:1    | Mistrovství světa 2022                   |

## Ocenění

### Klubová

#### Senegal
- Africký pohár národů: 2021[12]